# Braughing
Braughing est un village et une paroisse civile du Hertfordshire, en Angleterre. Il se situe dans l'est du comté, entre les rivières Quin (en) et Rib (en). Administrativement, il relève du district du East Hertfordshire. Au recensement de 2011, il comptait 1 203 habitants.

## Histoire
La région de Braughing est occupée depuis la préhistoire. Les restes d'un oppidum de l'âge du fer et d'une ville romaine (en) ont été découverts à proximité.
Le village doit son nom aux Brahhingas, un peuple anglo-saxon qui occupe la région au haut Moyen Âge.